# Społeczność Chrześcijańska w Gdyni
Społeczność Chrześcijańska w Gdyni – zbór Kościoła Chrystusowego w RP działający w Gdyni. Pastorem zboru jest Wojciech Lemke. Nabożeństwa odbywają się w dzielnicy Orłowo przy ul. Oficerskiej 15.

## Historia
Pierwszy zbór Zjednoczenia Kościołów Chrystusowych na terenie Trójmiasta powstał zaraz po zakończeniu II wojny światowej w Gdańsku. Należało wówczas do niego około 100 ochrzczonych członków, a jego siedziba mieściła się przy ul. Libermana 9. Zajmowany przez wspólnotę lokal był jednak zbyt mały jak na jej potrzeby, wobec czego w 1947 zbór uzyskał plebanię oraz budynek dawnego kościoła mennonickiego przy ul. Mennonitów 2, pozostający jednak zniszczony w 75%. W 1948 rozpoczęto jego odbudowę.
Kościół, będący nadal w trakcie remontu, w dniach 26–29 czerwca 1949 został miejscem, w którym zorganizowano Ogólnokrajowy Zlot Młodzieży Zjednoczenia Kościołów Chrystusowych.
We wrześniu 1950 w wyniku akcji Akcji „B” duchowni oraz działacze ewangelikalni zostali aresztowani, wobec czego prace nad wykończeniem kościoła zostały wstrzymane. Jesienią 1950 w wyniku braku nadzoru nad obiektem budynek został zdewastowany. Pomimo zwolnienia z aresztu części duchownych po kilku miesiącach od aresztowania, członkowie zboru Zjednoczenia Kościołów Chrystusowych w Gdańsku nie zostali objęci przez nich ponownie opieką duszpasterską, w związku z czym przyłączyli się do miejscowych zborów Związku Chrześcijan Wiary Ewangelicznej oraz Kościoła Chrześcijan Baptystów, a ich dotychczasowa wspólnota zanikła. Odbudowa kościoła przy ul. Mennonitów 2 została podjęta na nowo w późniejszych latach przez Zjednoczony Kościół Ewangeliczny, po wejściu Zjednoczenia Kościołów Chrystusowych w skład tego związku wyznaniowego.
W wyniku reorganizacji Zjednoczonego Kościoła Ewangelicznego i usamodzielnieniu się wchodzących w jego skład ugrupowań, w tym Kościoła Zborów Chrystusowych, zdecydowano o wznowieniu działalności zboru tej denominacji na terenie Trójmiasta. Dzięki wsparciu Pawła Bajko i organizacji „Department of Mission” ze Stanów Zjednoczonych, w 1986 będący w fazie przekształceń Zjednoczony Kościół Ewangeliczny dokonał zakupu posesji przy ul. Oficerskiej 15 w Gdyni, na którą składała się działka o powierzchni 1870 m² z piętrowym domem. Rozpoczęta została jego przebudowa na cele sakralne, powstało w nim również mieszkanie dla pastora. W kwietniu 1987 z Olsztyna do Gdyni przeniósł się Sergiusz Kobus, który został pastorem rodzącej się wspólnoty. 5 lipca 1987 podczas uroczystego nabożeństwa rozpoczęta została działalność nowego zboru Zjednoczonego Kościoła Ewangelicznego w Gdyni. 
W ciągu pierwszych dziesięciu lat funkcjonowania zbór prowadził aktywną działalność ewangelizacyjną. Uczestniczył w akcji związanej z pobytem tu statków misyjnych „Logos” i „Anastasis”. Włączył się w także ewangelizację satelitarną Billego Grahama oraz wizyty ewangelistów Nickyego Cruza i Luisa Palau. W okresie tym trzykrotnie poprowadził Wakacyjny Klub Biblijny. Dzięki budowie przez zbór hotelu na 30 miejsc noclegowych wraz z zapleczem sanitarnym i gastronomicznym możliwe tu było prowadzenie obozów dla dzieci wywodzących się z rodzin patologicznych. Powołano także także studio radiowe „Sakroton”.
22 czerwca 1997 miała miejsce uroczystość związana z dziesięcioleciem powstania zboru. Gościli na niej m.in. Paweł Bajko i Wayne Murphy ze Stanów Zjednoczonych, przedstawiciele władz kościoła – Henryk Rother-Sacewicz i Paweł Wróbel, George Bajeński oraz reprezentanci zaprzyjaźnionych zborów z terenu aglomeracji trójmiejskiej oraz innych części Polski. Obchody jubileuszu połączone były z wprowadzeniem Ryszarda Krawczyka w służbę nowego pastora zboru.
Zbór w okresie tym nie był liczny i charakteryzował się znaczną rotacją wiernych. Pomimo tego, w kolejnych latach kontynuował rozwój działalności ewangelizacyjnej i charytatywnej. Odbywały się tu konferencje, szkolenia dla nauczycieli szkółek niedzielnych, kursy oraz wieczory ewangelizacyjne. Prowadzono transmisje spotkań „ProChrist”. Zbór gościł grupy chrześcijańskie oraz pastorów i ewangelistów z Afryki, Anglii, Białorusi, Holandii, Irlandii, Niemiec, Norwegii, Stanów Zjednoczonych, Sri Lanki i Ukrainy. Przez kilka lat działał „Klub Dobrej Nowiny” przeznaczony dla dzieci zarówno ze zboru, jak i innych zamieszkałych w jego okolicy. Dzięki współpracy z irlandzką misją „Drop In Ministry” działającą w Europie Wschodniej prowadzona była współpraca z młodzieżą z Irlandii, która prowadziła działania ewangelizacyjne na terenie Gdyni i Sopotu. Zbór wziął udział w projekcie „Realna Nadzieja”, w związku z którym w Gdyni przebywała przez tydzień młodzież z Białorusi, Irlandii i Ukrainy, która zaangażowała się w dystrybucję na terenie miasta 1000 egzemplarzy Ewangelii Jana. Członkowie wspólnoty angażowali się także w akcję „Gwiazdkowa Niespodzianka”, prowadzoną we współpracy z Miejskim Ośrodkiem Pomocy Społecznej, przez kilka lat przygotowując paczki świąteczne dla dzieci objętych działalnością ośrodka. Udzielano również stypendiów żywieniowych dla uczniów pobliskiej szkoły. Działał dyskusyjny klub filmowy, wydawane było także zborowe czasopismo. Powstał Klub 50+, będący przestrzenią integracji chrześcijan starszego pokolenia zamieszkałych na terenie aglomeracji. 
1 stycznia 2012 dzięki wraz z gdyńskim zborem „Jordan” zorganizowane zostało wspólne nabożeństwo, połączone z chrztem wiary. Współpraca między oboma zborami od tego czasu pogłębiała się i zacieśniała, wobec czego zdecydowano o ich połączeniu.
28 października 2012 miało miejsce nabożeństwo z okazji jubileuszu 25-lecia funkcjonowania zboru połączone z obchodami 15-lecia pracy Ryszarda Krawczyka na stanowisku jego pastora, odchodzącego wówczas na emeryturę, jak również z objęciem funkcji nowego pastora przez Wojciecha Lemke oraz włączeniem zboru „Jordan“ w struktury Społeczności Chrześcijańskiej w Gdyni.